# Oxyzygonectes dovii
Oxyzygonectes dovii är en fiskart som först beskrevs av Günther, 1866.  Oxyzygonectes dovii ingår i släktet Oxyzygonectes och familjen Anablepidae. Inga underarter finns listade i Catalogue of Life.